# Buabua
Buabua (ou Bwabwa) est un village de la région du Nord-Ouest du Cameroun, département de Boyo.

## Géographie
Buabua est situé dans la plaine à environ 1 000 m d'altitude, à l'est du département de Boyo, à 2 km du département du Menchum où se niche le lac Nyos et à 20 km de la commune de Fonfuka. Le village est traversé par la rivière Jongah qui se jette au nord dans la rivière Katsina, circulant principalement au Nigéria.

## Climat
Le climat de Buabua est de type tropical équatorial. Ce climat est caractérisé par deux saisons distinctes : une saison sèche et une saison des pluies. Durant la saison sèche d’octobre à mars, les températures sont plus élevées. La saison des pluies s’étend de mars à octobre avec une période de pluie intense entre juillet et août. Durant la saison des pluies les températures sont plus basses.
Pendant les mois de décembre et janvier, l’air est plus sec et froid en début de matinée et en fin de journée alors que les après-midi sont extrêmement chauds. Cette période est appelée « harmattan ».

## Population
Lors du recensement de 1987, sont dénombrés 773 habitants à Buabua.
En 2005, la commune de Buabua compte 1 542 habitants.
En 2011, le Plan communal de développement de la commune de Fonfuka (CDP) réalise un recensement des populations des villages de l’arrondissement de Fonfuka. Les chiffres sont fournis par les villageois lors d'assemblées participatives de villages. À cette date, la commune de Buabua recense 5 350 habitants : 1 000 hommes, 2 000 femmes, 1 350 adolescents et 1 000 enfants.

## Dialecte local
À Buabua, certains villageois parlent le bum, une langue bantoïde des Grassfields.

## Histoire
Après l'explosion de gaz carbonique du lac Nyos qui fit de nombreuses victimes le 21 août 1986, des rescapés ont été accueillis dans des camps construits notamment à Buabua.
Le village de Buabua est aussi célèbre pour sa divinité, du même nom que le village, "Buabua le magnifique", représenté le plus souvent dans la mythologie locale comme une grenouille magenta portant un costume trois pièces et arborant un haut de forme. Accompagné dans les légendes par "Schyzo le dromadaire aux 36 personnalités" (depuis le décès de la 37e), son histoire est relatée par madame Irma dans la buable, disponible aux éditions Bob&Bernard.

## Agriculture et commerce
Un marché hebdomadaire se tient à Buabua. La route Buabua-Fundong présente d'énormes arbres et des hautes herbes de savane. Les voleurs s'y cachent parfois pour saisir des marchandises destinées au marché.
Le CDP prévoit la construction et l'équipement de postes agricoles et la construction d'un entrepôt à Buabua.

## Services

### Enseignement
Buabua possède quatre écoles primaires, G.S Buabua, G.S Chongkang, G.S Nguklu et GNS Buabua, pour 705 enfants et 14 enseignants. Il est aussi muni d'une école secondaire : GSS BuaBua pour 30 élèves.

### Système de santé
Le Bua Bua Health Center comprend douze lits sous la responsabilité de quatre personnes.

### Centre culturels, sportifs et salles communautaires
Une salle des fêtes est construite en 1993, à la suite du drame du lac de Nyos. En 2011, le rapport mentionne qu'elle est en mauvais état. Une nouvelle salle communale est en projet.

### Réseaux routiers
Une route rurale joint Fundong, au sud, à la nationale 11, au nord, et passe par Buabua. Cette route mal entretenue présente des nids-de-poule et des ravins, certains ponts doivent être réhabilités. La pauvreté du réseau routier est un souci majeur pour la région de Fonfuka.

### Accès à l'eau et à l'électricité
À Buabua, il y a trois points d'eau potable en fonctionnement. Le village n’a pas accès à l’électricité. Les villageois utilisent des générateurs, des lampes à pétrole, des lampes rechargeables ou du bois.

## Développement de Buabua
Une enquête du CDP auprès de la population, en 2011, montre qu'il est nécessaire d'améliorer certains services, notamment l'éducation, la santé et l'eau potable. Les principaux projets sont : 
- construction de salles de classe et achat de bureaux, de tables et de chaises ;
- ouverture d'un tronçon de route ;
- fourniture d'équipement au centre de santé ;
- construction d'un nouveau bassin versant à Fonfuka[17].